# Bauddhanath
Bauddhanath, Bauddha ili Boudhanath (devangari sanskrt: बौद्धनाथ) je jedno je od najvažnijih budističkih svetišta u Nepalu, a nalazi se oko 11 km od središta Katmandua, dok je njezina mandala (središnji toranj na kupoli) čini najvećom stupom u Nepalu i jednom od najvećih u svijetu.
Stupa se nalazi na drevnom putu s Tibeta, i to na ulazu u Dolinu Katmandu kod sela Sankhu prema gradu Patanu na rijeci Bagmati. Tu su se tibetanski monasi stoljećima odmarali na svom putu prema Indiji, te je kasnije na tom mjestu podignut grad Katmandu.
Prema predaji stupu je izgradio nepalski kralj Licchavi Śivadeva (oko 590. – 640.), premda ju nepalske kronike datiraju u vladavinu kralja Mānadeva (464. – 505.). Tibetanski izvori tvrde da su prilikom obnove koncem 15. stoljeća, u njegovim muljevitim temeljima, iskopani tjelesni ostaci kralja Aṃshuvarmā (605. – 621.), a gradnju stupe vežu za tibetanskog cara Trisong Detsäna (v. 755. – 797.).
Kada su tibetanske izbjeglice 1950-ih nahrupile u Nepal, većina ih je odlučila naseliti se u blizini ove svete stupe. Od tada je oko nje niklo više od 50 gompasa (tibetanskih samostana).
- Stupa Boudhanath
- Stupa s darovima vjernika
- Mandala stupe
- Svećenici u hramu
- Panorama ispred stupe

## Vanjske poveznice
|  | Zajednički poslužitelj ima još gradiva o temi Bauddhanath |

- Boudhanath.com Boudhanath
- Video guide to Boudhanath stupa (engl.)
- Virtualni obilazak Boudhanatha